# میلیوی نوواکوویچ
میلیوی نوواکوویچ (انگلیسی: Milivoje Novaković؛ زادهٔ ۱۸ مهٔ ۱۹۷۹) یک بازیکن فوتبال اهل اسلوونی است.
وی همچنین در تیم ملی فوتبال اسلوونی بازی کرده‌است.